# Янко Янков (режисьор)
Вижте пояснителната страница за други личности с името Янко Янков.
Янко Захариев Янков е български кинорежисьор, сценарист и актьор.

## Биография
Роден е в Етрополе на 1 ноември 1924 г. През 1945 – 1946 г. учи машинно инженерство. В периода 1947 – 1948 учи в ДВТУ театрална режисура в класа професор Боян Дановски. През 1952 г. завършва ВГИК, Москва със специалност кинорежисура.
Умира в София на 5 януари 1989 г.

## Филмография
Като режисьор
- Под игото (1990)
- Търновската царица (1981)
- Адиос, мучачос (1978)
- Опак човек (тв, 1973)
- Признание (1969)
- Непримиримите (1964)
- Стръмната пътека (1961)
- Години за любов (1957)
- Това се случи на улицата (1956)

Като сценарист
- Под игото (1990)
- Търновската царица (1981)
- Признание (1969)
- Непримиримите (1964)

Като актьор
- Стената (1984)
- Откъде се знаем? (1974) - господинът на който лъскат обувките
- Изпити по никое време (1974), 2 новели - Иван Болярски, писателят – юбиляр в (1-ва: „Изкушение“)
- Деца играят вън (тв, 1973) – Георгиев (в III новела)
- Един снимачен ден (тв, 1968) – сценаристът